# Rózsahegyi járás

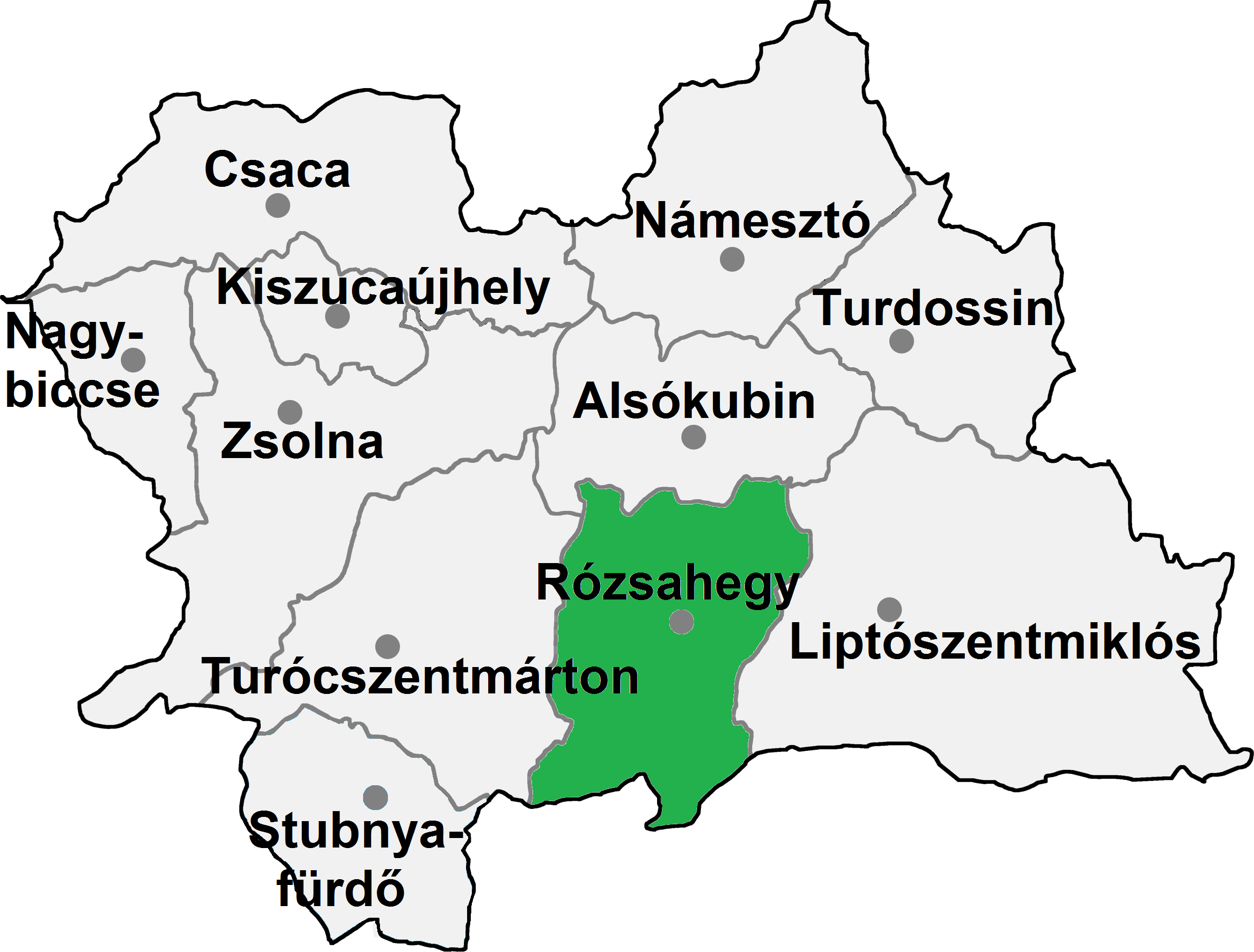
A Rózsahegyi járás fekvése a Zsolnai kerületen belül

A Rózsahegyi járás (szlovákul Okres Ružomberok) Szlovákia Zsolnai kerületének közigazgatási egysége. Területe 647 km², lakosainak száma 58 014 (2011), székhelye Rózsahegy (Ružomberok). A járás területe – az Árvához tartozott Oláhdubova község kivételével – az egykori Liptó vármegye része volt.

## Története
A Rózsahegyi járás 1922-ig egyike volt az egykori Liptó vármegye járásainak, területe azonban kisebb volt a mainál, mivel a Nagyselmectől és Turapataktól keletre eső községek a Németlipcsei járáshoz tartoztak, Rózsahegy pedig rendezett tanácsú városként nem tartozott járáshoz. A megye 1918-tól csehszlovák uralom alatt állt, amit a trianoni békeszerződés erősített meg 1920-ban.
1923-ban a megszűnő Németlipcsei járás nyugati részét és Rózsahegy városát a Rózsahegyi járáshoz csatolták, így területe a maival majdnem pontosan megegyezett, az eltérés csupán annyi volt, hogy északon Oláhdubova 1949-ig az Alsókubini járáshoz, viszont keleten Kisolaszi ide tartozott. Ugyancsak 1923-ban a mai Szlovákia területét hat nagymegyére osztották, a járás ezek közül Tátraalja megyéhez (Podtatranská župa) került. 1928-ban a nagymegyék is megszűntek, Csehszlovákiát négy tartományra osztották, ekkor a járás a Csehszlovákián belüli Szlovákia része lett. 1939-ben, amikor Csehszlovákia megszűnt, a független Szlovákiában ismét hat megyét hoztak létre, a Rózsahegyi járás ezek közül Tátra megyéhez (Tatranská župa) tartozott.
A második világháború után újjáalakult Csehszlovákia közigazgatási beosztása hasonló volt az 1928-38 közöttihez, a Rózsahegyi járás ismét a szlovák tartományhoz tartozott. 1949-ben viszont az 1923-28 közötti nagymegyékhez hasonló nagyobb közigazgatási egységeket hoztak létre, de ezek neve most kerület (kraj) lett, és járásunk a Zsolnai kerülethez került.
1960-tól jelentősen átszervezték a járásokat, a korábbiaknál sokkal nagyobbakat hozva létre. A Rózsahegyi járást beolvasztották a Liptószentmiklósi járásba, így az magába foglalta az egykori Liptó vármegye szinte egészét. Szintén 1960-ban a kerületek száma Szlovákiában hatról háromra csökkent, a Liptószentmiklósi járás pedig a Közép-Szlovákiai kerület része lett. A kerületek 1990-ben ismét megszűntek és csak a (nagy)járások maradtak Csehszlovákiában.
1996-ban a már független Szlovákia közigazgatási felosztását ismét jelentősen átalakították. A járások száma 38-ról 79-re nőtt és ezeket nyolc kerületbe osztották be. A Rózsahegyi járás ismét kivált a Liptószentmiklósiból, és mindkettő ismét a Zsolnai kerület része lett, mint 1949 és 1960 között.

## Népessége
| Év:            | 1994.  | 2004.   | 2014.   | 2024.   |
| -------------- | ------ | ------- | ------- | ------- |
| Emberek száma: | 59 516 | 59 136  | 57 403  | 56 278  |
| Eltérés:       |        | -0,63 % | -2,93 % | -1,95 % |

| Év:            | 2023.  | 2024.   |
| -------------- | ------ | ------- |
| Emberek száma: | 56 488 | 56 278  |
| Eltérés:       |        | -0,37 % |

## A Rózsahegyi járás települései
(Zárójelben a szlovák név szerepel.)
- Besenyőfalu (Bešeňová)
- Fenyőháza (Ľubochňa)
- Gombás (Hubová)
- Háromrevuca (Liptovské Revúce)
- Háromszlécs (Sliače)
- Ivachnófalu (Ivachnová)
- Kelemenfalu (Kalameny)
- Kisselmec (Rózsahegyi járás) (Štiavnička)
- Komjatna (Komjatná)
- Likavka
- Liptótepla (Liptovská Teplá)
- Liszkófalu (Lisková)
- Lucski (Lúčky)
- Lúzsna (Liptovská Lúžna)
- Nagyselmec (Liptovská Štiavnica)
- Nemesludrova (Ludrová)
- Oláhdubova (Valaská Dubová)
- Oszada (Liptovská Osada)
- Patak (Potok)
- Rózsahegy (Ružomberok)
- Sósó (Švošov)
- Szentmárton (Martinček)
- Szentmihály (Liptovský Michal)
- Sztankován (Stankovany)
- Turapatak (Turík)